# Jewelle Gomez
Jewelle Gomez (Boston, 11 de septiembre de 1948) es una autora, poeta, crítica y dramaturga estadounidense. Vivió en Nueva York durante 22 años, trabajando en la televisión pública y en teatro, antes de mudarse a la costa oeste. Sus escritos (ficción, poesía, ensayos y crítica cultural) han aparecido en una amplia variedad de medios, tanto feministas como convencionales. Su trabajo se centra en las experiencias de las mujeres, particularmente las de las mujeres de color LBT.

## Trayectoria
Jewelle Gomez nació el 11 de septiembre de 1948 en Boston, hija de Dolores Minor LeClaire, enfermera, y John Gomez, barman.  Gomez fue criada por su bisabuela, Grace, originaria de las tierras indias de Iowa, hija de madre afroamericana y padre perteneciente al pueblo Iowa. Grace regresó a Nueva Inglaterra antes de cumplir los 14 años, al morir su padre. Se casó con John E. Morandus, un Wampanoag y descendiente de Massasoit, el líder o sachem que dio nombre a Massachusetts.[cita requerida]
Al crecer junto a su bisabuela, Grace, y su abuela Lydia, Gomez tomó conciencia de sus orígenes. A lo largo de toda su obra se hace referencia a la marginación en una comunidad afroamericana. Gracia A. de la colección Don't Explique es un ejemplo temprano. Durante sus años de escuela secundaria y universidad, estuvo involucrada en movimientos políticos y sociales negros, lo que se refleja en muchos de sus escritos. En los años siguientes en Nueva York, pasó un tiempo en el teatro negro. Trabajó también con el Frank Silvera Writers Workshop y fue muchos años directora de escena para producciones fuera de Broadway.

### Escritora
Gomez, que se describe a sí misma como una posible "antepasada del afrofuturismo", es autora de varios libros, incluida la novela The Gilda Stories (1991), ganadora del premio Lambda Literary Award. Esta novela se publicó en 1991 y remodeló la mitología vampírica tradicional al adoptar una perspectiva feminista lesbiana. Es una aventura, de hace más de doscientos años, sobre una esclava fugitiva que alcanza la mayoría de edad. Según la académica Elyce Rae Helford, "Cada etapa del viaje personal de Gilda es también un estudio de la vida de varias comunidades, todas al margen de la clase media blanca dominante en Estados Unidos".
También escribió la adaptación teatral de The Gilda Stories. Titulada Bones and Ash, la obra comenzó de gira en 1996 y fue representada en trece ciudades de los Estados Unidos por la Urban Bush Women Company. La edición del 25 aniversario de The Gilda Stories incluyó un nuevo prólogo escrito por Gomez, así como un epílogo escrito por Alexis Pauline Gumbs.
Sus otros libros son Don't Explique, una colección de ficción corta, 43 Septembers, una colección de ensayos personales y políticos, y Oral Tradition: Selected Poems Old and New. Cada una de estas colecciones presenta el enfoque de Gomez, que según John Howard era un medio para demostrar los "vínculos entre las luchas por la libertad actuales y los movimientos sociales y políticos de generaciones anteriores".
Su ficción y poesía están incluidas en más de cien antologías, incluida la primera antología de ficción especulativa negra, Dark Matter: A Century of Speculative Fiction from the African Diaspora (2000); Home Girls: A Black Feminist Anthology; Daughters of Africa (1992) y Best American Poetry of 2001, editado por Robert Hass.
Gómez ha escrito reseñas literarias y cinematográficas para numerosas publicaciones, incluidas The Village Voice, San Francisco Chronicle, Ms. y The Black Scholar. Elogia a  The Village Voice por ayudarla a desarrollarse como escritora.
Durante los últimos 25 años, ha sido entrevistada con frecuencia en periódicos y revistas. En el Journal of Lesbian Studies (Vol. 5, No. 3), fue entrevistada para un número especial titulado "Financing Lesbian Activism". Esta entrevista vinculó su filantropía con sus raíces políticas. También fue entrevistada para la película de 1999 After Stonewall.
Gómez también escribió una novela cómica, Televised, que narra las vidas de los sobrevivientes del movimiento nacionalista negro, extraída de la antología de 2002 Gumbo, editada por Marita Golden y E. Lynn Harris.
Escribió una obra de teatro sobre James Baldwin, Waiting For Giovanni, en 2010 en colaboración con Harry Waters Jr. , actor y profesor del departamento de teatro de MacAlester College. Gomez escribió la obra Leaving the Blues en 2017 sobre la cantante Alberta Hunter, que se estrenó en 2017 en el New Conservatory Theatre Center de San Francisco. 
Tanto Waiting for Giovanni como Leaving the Blues fueron producidas por TOSOS Theatre Company en la ciudad de Nueva York. Leaving the Blues recibió una nominación al Premio Audelco 2020 a la mejor obra y ganó los premios a la actriz principal (Rosalind Brown) y al actor principal (Benjamin Mapp).
Gomez contribuyó a Radical Hope: Letters of Love and Dissent in Dangerous Times (2017). En Radical Hope, su carta, "Ni un momento sino un movimiento", es un homenaje a su bisabuela materna, a quien llama "Grace A". En mayo de 2017, junto con otros colaboradores, leyeron su trabajo en la fiesta de presentación del libro Radical Hope en Laurel Bookstore en Oakland.
Unpacking in Ptown, la tercera pieza de la trilogía "Palabras y Música", se estrenó en el New Conservatory Theatre Center de San Francisco en 2024.

### Activismo
Su activismo a favor de los derechos LGBTQ está "basado en la historia de la raza y el género en Estados Unidos". En "The Marches", un ensayo de Don't Explain, escribió: "Ninguno de nosotros debería sentir que dejamos a nadie atrás en la lucha por la liberación".
Gomez estuvo en el equipo original de Say Brother (ahora Basic Black), uno de los primeros programas semanales de televisión para gente de color (WGBH-TV Boston, 1968), y estuvo en la junta fundadora de la Alianza de Gays y Lesbianas Contra la Difamación (GLAAD) en 1984.
También formó parte de las primeras juntas directivas de la Astraea Lesbian Foundation y la Open Meadows Foundation, ambas dedicadas a financiar organizaciones y actividades de mujeres. Formó parte de la junta directiva de Archives of Human Sexuality de la Universidad de Cornell y del consejo asesor del Centro LGBT James Hormel en la Biblioteca Pública de San Francisco.
Fue oradora en el curso de graduación de Estudios sobre Mujeres y Género en la Universidad de California en Berkeley, en la Universidad de California en Los Ángeles y oradora principal en dos ocasiones para celebraciones del Orgullo LGBT en la ciudad de Nueva York y en San Francisco. 
Gomez y su pareja, Diane Sabin, formaron parte de los litigantes contra el estado de California, en la demanda presentada para conseguir el derecho a contraer matrimonio legal. El caso fue llevado a los tribunales por el fiscal de la ciudad de San Francisco, el Centro Nacional para los Derechos de las Lesbianas (NCLR) y la Unión Estadounidense de Libertades Civiles (ACLU). Gomez, que había escrito extensamente sobre los derechos de los homosexuales desde la década de 1980, incluidos artículos sobre el matrimonio igualitario en Ms. Magazine, fue citada extensamente durante el caso judicial. En mayo de 2008, la Corte Suprema falló a favor permitiendo que parejas del mismo sexo se casaran en el estado de California. Los matrimonios pudieron comenzar legalmente tras 30 días, tiempo que permitió a los municipios realizar los cambios administrativos necesarios. Gomez y Sabin fueron una de las 18.000 parejas casadas en California antes de que por referéndum el 4 de noviembre de 2008 se aprobara la Proposición 8, que eliminó lo conseguido.
Ha sido directora ejecutiva del Poetry Center y American Poetry Archives de la Universidad Estatal de San Francisco.  También directora de Becas para la Equidad Cultural en la Comisión de las Artes de San Francisco y directora del Programa de Literatura del Consejo de las Artes del Estado de Nueva York.
Trabajó como Director of Grants and Community Initiatives para la Horizons Foundation, la fundación de lesbianas, gays, bisexuales y transgénero más antigua de los Estados Unidos. Anteriormente, había trabajado como presidenta de la Comisión de la Biblioteca Pública de San Francisco.